# Кату (микрорегион)

Кату на карте

Кату (порт. Microrregião de Catu) — микрорегион в Бразилии, входит в штат Баия. Составная часть мезорегиона Агломерация Салвадор. Население составляет 212 070 человек (на 2010 год). Площадь — 2740,766 км². Плотность населения — 77,38 чел./км².

## Демография
Согласно сведениям, собранным в ходе переписи 2010 г. Национальным институтом географии и статистики (IBGE), население микрорегиона составляет:						
| Полное население                             | Полное население                             | Полное население                             | Полное население                             | 212 070 |
| -------------------------------------------- | -------------------------------------------- | -------------------------------------------- | -------------------------------------------- | ------- |
| в том числе:                                 | Городское население                          | 167 842                                      | Процент городского населения, %              | 79,14   |
|                                              | Сельское население                           | 44 228                                       | Процент сельского населения, %               | 20,86   |
|                                              | Мужское население                            | 103 870                                      | Процент мужского населения, %                | 48,98   |
|                                              | Женское население                            | 108 200                                      | Процент женского населения, %                | 51,02   |
| Плотность населения, чел/км²                 | Плотность населения, чел/км²                 | Плотность населения, чел/км²                 | Плотность населения, чел/км²                 | 77,38   |
| Население микрорегиона в % к населению штата | Население микрорегиона в % к населению штата | Население микрорегиона в % к населению штата | Население микрорегиона в % к населению штата | 1,51    |

## Статистика
- Валовой внутренний продукт на 2003 год составляет 2 322 991 942,00 реалов (данные: Бразильский институт географии и статистики).
- Валовой внутренний продукт на душу населения на 2003 год составляет 11 956,46 реалов (данные: Бразильский институт географии и статистики).
- Индекс развития человеческого потенциала на 2000 год составляет 0,693 (данные: Программа развития ООН).

## Состав микрорегиона
В составе микрорегиона включены следующие муниципалитеты:
1. Амелия-Родригис
2. Кату
3. Итанагра
4. Мата-ди-Сан-Жуан
5. Пожука
6. Сан-Себастьян-ду-Пасе
7. Терра-Нова